# Château Pichon Longueville Baron

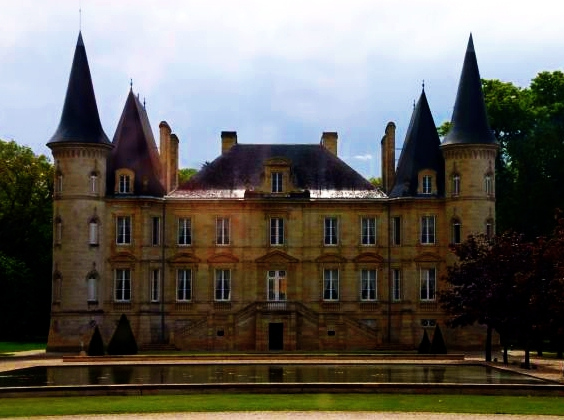
Chateau Pichon Baron, Pauillac, Burdeos, Francia.

Château Pichon Longueville Baron (normalmente llamado Pichon Baron) es una bodega en la AOC Pauillac de la región vinícola de Burdeos (Francia). Château Pichon Longueville Baron es también el nombre del vino tinto producido por esta propiedad. El vino producido aquí fue clasificado como uno de los segundos crus en la Clasificación Oficial del Vino de Burdeos de 1855.
Château Pichon Baron fue antes parte de una finca más grande, propiedad de Pierre de Rauzan, junto con Château Pichon Longueville Comtesse de Lalande. En 1850 la finca se dividió en las dos fincas Pichon actuales. En 1987 la finca fue adquirida por la compañía aseguradora francesa AXA, que inmediatamente nombró a Jean-Michel Cazes de Château Lynch-Bages como administrador.